# Печензький район
Пе́чензький райо́н (рос. Печенгский район; фін. Petsamo; норв. Peisen; півн.-саам. Beahcán; кол.-саам. Peäccam) — муніципальний район у складі Мурманської області, Росія. Адміністративний центр — смт Нікель.

## Адміністративний поділ
Район адміністративно поділяється на 3 міських та 1 сільське поселення:
| Поселення                       | Площа, км² | Населення, осіб | Рік  | Центр      | Населені пункти |
| ------------------------------- | ---------- | --------------- | ---- | ---------- | --------------- |
| Заполярненське міське поселення | -          | 15825           | 2010 | Заполярний | 1               |
| Нікельське міське поселення     | -          | 13131           | 2010 | Нікель     | 5               |
| Печензьке міське поселення      | -          | 7418            | 2010 | Печенга    | 6               |
| Корзуновське сільське поселення | -          | 2546            | 2010 | Корзуново  | 4               |

## Цікаві факти
- На території району біля м. Заполярний знаходиться Кольська надглибока свердловина.